# .38-40 WCF
Die ab 1874 produzierte .38-40-WCF-Patrone (.38-40 Winchester Center Fire) war eine Entwicklung auf der Basis der .44-40-WCF-Patrone. Wie diese war sie eine für das Winchester-Mod.-73-Gewehr entwickelte leistungsfähige Zentralfeuerpatrone, hatte jedoch ein geringfügig kleineres Kaliber von .401 inch.

## Bezeichnung
Im deutschen Nationalen Waffenregister (NWR) wird die Patrone unter Katalognummer 150 unter folgenden Bezeichnungen geführt (Auswahl, gebräuchliche Bezeichnungen in Fettdruck)
- .38-40 WCF (Hauptbezeichnung)
- .38 Lightning Magazine Rifle
- .38 New L.M.R.
- .38 Win. HV
- .38-40-160 Winchester
- .38-40 Dominion
- .38-40 Marlin
- .38-40 Remington
- .38-40 Win

Weiterhin ist die Bezeichnung .38-40 ohne weitere Zusätze gebräuchlich, wird aber nicht im NWR aufgeführt.

## Geschichte

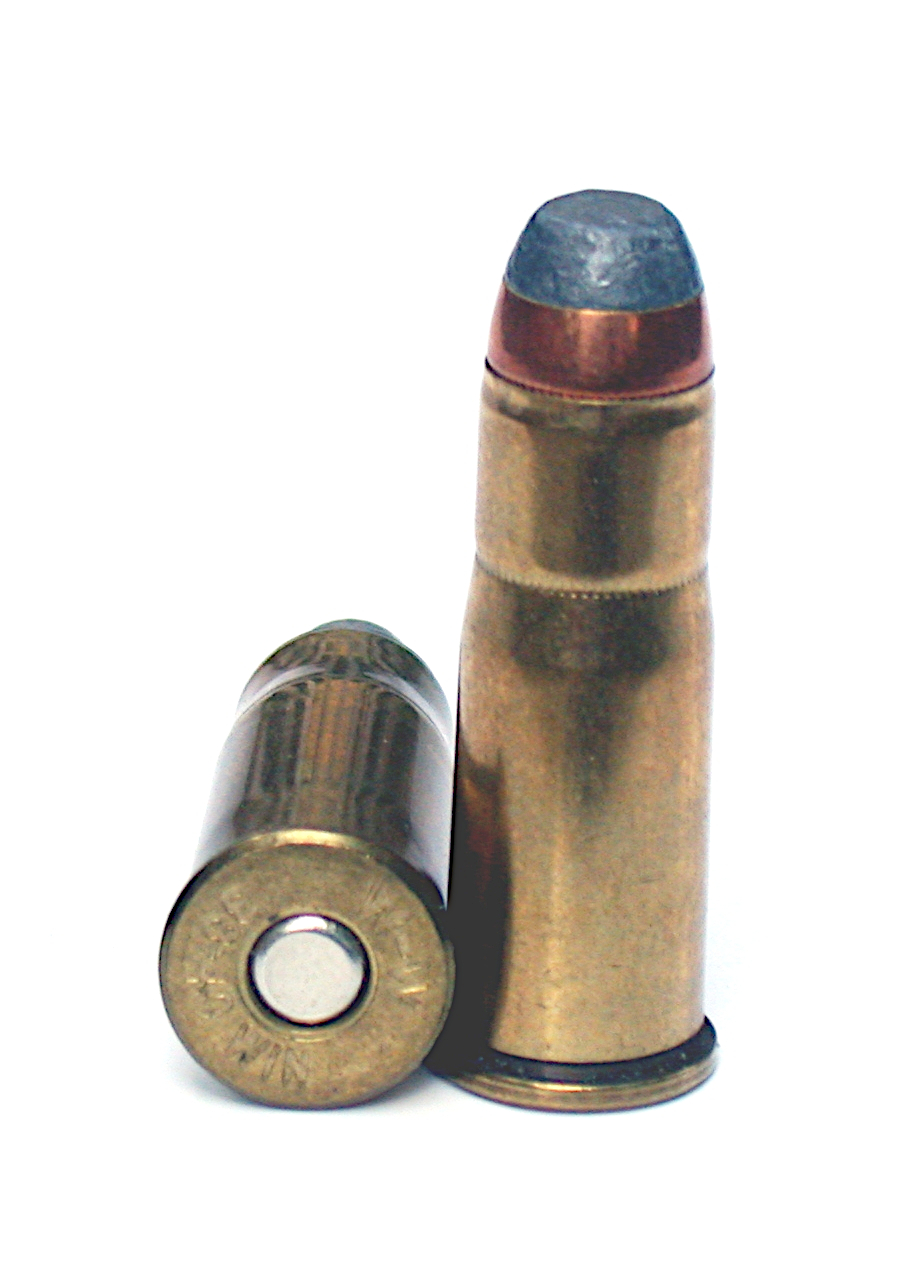
Moderne .38-40-WCF-Patronen

Für die 38-40-WCF-Patrone im Kaliber .401 (10,2 mm) wurde eine der .44 WCF-Hülse gleichende, jedoch vorne etwas stärker verjüngte Hülse verwendet. Das leichtere Geschoss (180 Grain anstatt 200 Grain) hat dank der gleichen Pulverladung von 40 Grain eine etwas höhere Mündungsgeschwindigkeit, was eine flachere Flugbahn zur Folge hat. Zudem wird der Rückstoß der Waffe etwas geringer. Wie ihre größere Schwester 44-40 wurde sie für die Winchester Mod. 73 eingeführt.
Zwischen 1884 und 1940 stellte Colt darüber hinaus etwas über 38.000 Colt Single Actions in diesem Kaliber her, und 1885 war auch der Smith & Wesson-No-3-Kipplaufrevolver für die .38-40er-Patrone erhältlich. Sowohl Colt als auch Smith & Wesson stellten bis in die neuere Zeit Revolver für diese Patrone her. Heute werden Revolver von Uberti, Pietta und anderen angeboten.
Mit dem von John Browning entwickelten Model 1892 brachte Winchester in ebendiesem Jahr einen moderneren Unterhebelrepetierer auf den Markt, der auch für das Verschießen stärkerer Ladungen geeignet war.
Auch der Colt-Lightning-Vorderschaftsrepetierer von 1894 (samt modernen Nachbauten von Pedersoli und Uberti) mit Röhrenmagazin war/ist im Kaliber .38-40 erhältlich. Colt verkaufte die Patrone dafür unter der Bezeichnung .38 CLMR (.38 Colt Lightning Magazine Rifle) Cartridge.
Andere Hersteller folgten mit Marlin mit dem Unterhebelrepetierer 1894 und Remington mit dem Rolling-Block-Einzellader. Die Zahl der von den diversen Anbietern verkauften Patronen lässt sich nur abschätzen. Die Patrone schaffte um die Jahrhundertwende den Übergang zur Laborierung mit rauchlosem Pulver und galt bis zur Einführung des Kalibers .357 Magnum als stärkste mittelkalibrige Revolverpatrone. Auch aus heutiger Sicht erzielt sie im Revolver eine respektable Leistung.
Bei den von Winchester laborierten .38-40-Patronen mit rauchlosem Pulver wurden zwar anfangs die außenballistischen Daten der Schwarzpulverpatronen beibehalten, später wurden auch stärkere „High Speed“-Ladungen angeboten, die in Revolvern, Winchester-Model-1873- und Colt-Lightning-Gewehren nicht verschossen werden dürfen. Die Produktion wurde 1937 eingestellt.
Mit dem Aufkommen des Cowboy Action Shooting wird die Munition aber von diversen Herstellern wieder angeboten.

## Moderne Munition
Aus Gewehrläufen verschossene 180-Grain-Geschosse erreichen eine Mündungsgeschwindigkeit von 1330 ft/s (406 m/s) und haben bis 200 m Schussdistanz eine rasantere (gestrecktere) Schussbahn als die .44-40-WCF-Patrone. Aus einem 5″-Revolverlauf sind es 975 ft/s (297 m/s), die gleiche Mündungsgeschwindigkeit wird mit der .44-40-WCF-Patrone in einem 7-1/2″-Revolverlauf erreicht. Schwarzpulverschützen laden ihre Munition meist selbst.
Moderne rauchlose .38-40-Munition darf nur in Colt-Single-Action-Army-Revolvern mit Prüfmarke VP (in Dreieckform) am Abzugsbügel verschossen werden.